# Vladislav Čejchan
Vladislav Čejchan (10. června 1927 Praha – 31. března 2004 Praha) byl dramaturg, překladatel, scenárista.

## Život
Po maturitě vystudoval scenáristiku a dramaturgii na DAMU v Praze. V letech 1949–1957 byl dramaturgem Jihočeského divadla v Českých Budějovicích. V letech 1957–1965 byl dramaturgem a šéfdramaturgem literárně dramatického vysílání Československé televize Praha. V letech 1965–1968 vytvářel koncepci 2. programu Československé televize. V šedesátých letech absolvoval stáže v Schweizerische Radio- und Fernsehgesellschaft, Arbeitsgemeinschaft der öffentlich–rechtlichen Rundfunkanstalten der Bundesrepublik Deutschland (ARD) a British Broadcasting Corporation (BBC).
Od roku 1988 byl „na volné noze“ a věnoval se především překládání beletrie a divadelních her z němčiny, ruštiny a angličtiny, psaní scénářů, úpravě filmových dialogů a dabingové režii. Pravidelně také spolupracoval s rozhlasem.
Vladislav Čejchan byl ženatý, měl tři děti.

## Pedagogická činnost
Vladislav Čejchan se věnoval výuce mladých tvůrců:
- v letech 1961–1965 učil na střední průmyslové škole televizní
- v letech 1960–1968 televizní dramaturgii na DAMU
- v letech 1962–1968 televizní scénář na FAMU

## Dílo

#### Scénáře
- film Modlitba pro Kateřinu Horovitzovou (spolu s Arnoštem Lustigem)[3]
- film Zanechám-li já strom zelený (spolu s Vladimírem Kavčiakem)[4]

#### Adaptace (dramatizace)
- román Ivana Olbrachta Podivné přátelství herce Jesenia[5]
- novela Václava Erbena Bláznova smrt[6]
- román Marti Larniho Čtvrtý obratel[7] (společně s Petrem Radou)
- hra Valentiny Levidovové Tříminutový rozhovor[8]
- hra Vítězslava Nezvala Manon Lescaut (román Antoine François Prévosta) (spolu s Jindřichem Brabcem a Ottou Haasem)[9]

Překlady
- hra A. S. Makarenka Výš"(1952)[10]
- román Otto Bonhoffa Neviditelné hledí[11]
- román Otto Bonhoffa Tajemství masek[12]
- divadelní hra Artura Schnitzlera Mezihra[13]
- divadelní hra pro mládež Sofie Prokofjevové Pět a půl zázraku[14]
- divadelní hra Rolfa Hochhutha Právníci[15]
- divadelní hra Adolfa Muschge Pidimuž[16]
- divadelní hra Felixe Mitterera Neznám krásnější zemi[17]
- film Kankán v Anglickém parku[18]
- film Na Granátových ostrovech[18]
- film Rys na stopě[18]
- film Událost ve čtverci 36-80[18]
- film Olexandra Kornijčuka – Fronta[19]

#### Učebnice
- Televizní hry (sestavení knihy a napsání doslovu) (1966)[20]
- Televizní tvorba (1967)

#### Noviny a časopisy
Působil v redakci Tiskoviny Krajského oblastního divadla v Českých Budějovicích. v Rudém právu psal pod šifrou -čej-.
V časopise Film a doba vydal článek Je televize umění?, v Hlasu revoluce vydal článek Jak vznikl román Na příkaz admirála Canarise.
V týdeníku České televize uveřejnil články Dramaturgie a posléze Dramaturg, v Divadelních novinách článek Jeunes Avignon o divadelním festivalu Théatre Nationale Populaire, v časopise Divadlo článek Jiráskova samota.

## Ocenění
- Cena kritiky na Prix Italia za scénář filmu Modlitba pro Kateřinu Horovitzovou (společně s Arnoštem Lustigem) v roce 1965[27]
- Zlatá nymfa na Mezinárodním filmovém festivalu Monte Carlo za scénář filmu Modlitba pro Kateřinu Horovitzovou (společně s Arnoštem Lustigem) v roce 1966[28]

## Zajímavost
Ve filmu Bláznova smrt se postava psychiatra jmenuje Čejchan.